# Citi Open 2019
Citi Open 2019 byl společný tenisový turnaj mužského okruhu ATP Tour a ženského okruhu WTA Tour, který se odehrával v areálu William H.G. FitzGerald Tennis Center na otevřených dvorcích s tvrdým povrchem Sportmaster. Probíhal mezi 29. červencem až 4. srpnem 2019 v americkém hlavním městě Washingtonu, D.C. jako padesátý první ročník mužského a devátý ročník ženského turnaje.
Mužská polovina se řadila do kategorie ATP Tour 500 a její dotace činila 2 046 340 dolarů. Ženská část s rozpočtem 250 000 dolarů patřila do kategorie WTA International.
Nejvýše nasazenými hráči v soutěžích dvouher se stali šestý hráč žebříčku Stefanos Tsitsipas z Řecka a mezi ženami americká světová osmička Sloane Stephensová. Jako poslední přímí účastníci do dvouher nastoupili 102. tenista pořadí Australan Bernard Tomic, jenž se odhlásil, a japonská 117. žena klasifikace Nao Hibinová.
Šestou sunglovou trofej na okruhu ATP Tour vybojoval 24letý Australan Nick Kyrgios, který se na žebříčku ATP vrátil do první světové třicítky. Premiérové turnajové vítězství z okruhu WTA Tour si odvezla 25letá Američanka Jessica Pegulaová, jež se posunula na nové kariérní maximum, 55. místo žebříčku WTA.
Mužskou čtyřhru vyhrál jihoafricko-novozélandský pár Raven Klaasen a Michael Venus, jehož členové získali třetí společnou trofej. Semifinálová výhra pro ně znamenala jubilejní 100. odehraný týmový zápas v této úrovni tenisu. První individuální trofeje z debla WTA si odvezly americké teenagerky Coco Gauffová s Caty McNallyovou.

## Distribuce bodů a finančních odměn

### Distribuce bodů
| Soutěž       | vítězové | finalisté | semifinalisté | čtvrtfinalisté | 16 v kole | 32 v kole | 64 v kole | Q  | Q2 | Q1 |
| ------------ | -------- | --------- | ------------- | -------------- | --------- | --------- | --------- | -- | -- | -- |
| dvouhra mužů | 500      | 300       | 180           | 90             | 45        | 20        | 0         | 10 | 4  | 0  |
| čtyřhra mužů | 500      | 300       | 180           | 90             | 0         | —         | —         | 45 | 25 | 0  |
| dvouhra žen  | 280      | 180       | 110           | 60             | 30        | 1         | —         | 18 | 12 | 1  |
| čtyřhra žen  | 280      | 180       | 110           | 60             | 1         | —         | —         | —  | —  | —  |

### Finanční odměny
| Soutěž                              | vítězové  | finalisté | semifinalisté | čtvrtfinalisté | 16 v kole | 32 v kole | 64 v kole | Q2      | Q1      |
| ----------------------------------- | --------- | --------- | ------------- | -------------- | --------- | --------- | --------- | ------- | ------- |
| dvouhra mužů                        | 365 390 $ | 183 780 $ | 92 980 $      | 48 670 $       | 24 400 $  | 12 845 $  | 7 205 $   | 2 710 $ | 1 355 $ |
| čtyřhra mužů                        | 123 000 $ | 60 200 $  | 30 190 $      | 15 500 $       | 8 000 $   | —         | —         | —       | —       |
| dvouhra žen                         | 43 000 $  | 21 400 $  | 11 500 $      | 6 200 $        | 3 420 $   | 2 220 $   | —         | 1 285 $ | 750 $   |
| čtyřhra žen                         | 12 300 $  | 6 400 $   | 3 435 $       | 1 820 $        | 960 $     | —         | —         | —       | —       |
| částka ve čtyřhře je uvedena na pár |           |           |               |                |           |           |           |         |         |

## Dvouhra mužů

### Nasazení
| Stát                             | Hráč                  | ATP | Nasazení |
| -------------------------------- | --------------------- | --- | -------- |
| Řecko                            | Stefanos Tsitsipas    | 6.  | 1.       |
| Rusko                            | Karen Chačanov        | 8.  | 2.       |
| Rusko                            | Daniil Medveděv       | 9.  | 3.       |
| Jižní Afrika                     | Kevin Anderson        | 11. | 4.       |
| USA                              | John Isner            | 14. | 5.       |
| Chorvatsko                       | Marin Čilić           | 17. | 6.       |
| Belgie                           | David Goffin          | 18. | 7.       |
| Kanada                           | Milos Raonic          | 21. | 8.       |
| Kanada                           | Félix Auger-Aliassime | 23. | 9.       |
| Francie                          | Benoît Paire          | 28. | 10.      |
| Francie                          | Gilles Simon          | 33. | 11.      |
| Austrálie                        | Alex de Minaur        | 34. | 12.      |
| Spojené království               | Kyle Edmund           | 35. | 13.      |
| Německo                          | Jan-Lennard Struff    | 36. | 14.      |
| Francie                          | Pierre-Hugues Herbert | 39. | 15.      |
| USA                              | Frances Tiafoe        | 41. | 16.      |
| Žebříček ATP k 22. červenci 2019 |                       |     |          |

### Jiné formy účasti
Následující hráčí obdrželi divokou kartu do hlavní soutěže:
- Christopher Eubanks
- Bjorn Fratangelo
- Tommy Paul
- Jack Sock

Následující hráči postoupili z kvalifikace:
- Thai-Son Kwiatkowski
- Marc Polmans
- Brayden Schnur
- Tim Smyczek
- Mikael Torpegaard
- Donald Young

Následující hráči postoupili z kvalifikace jako tzv. šťastní poražení:
- Peter Gojowczyk
- Norbert Gombos
- Ilja Ivaška

### Odhlášení
před zahájením turnaje
- Kevin Anderson → nahradil jej  Norbert Gombos
- Tomáš Berdych → nahradil jej  Marius Copil
- Ugo Humbert → nahradil jej  Ilja Ivaška
- Gaël Monfils → nahradil jej  Alexandr Bublik
- Kei Nišikori → nahradil jej  Bradley Klahn
- Sam Querrey → nahradil jej  Malek Džazírí
- Denis Shapovalov → nahradil jej  Lloyd Harris
- Bernard Tomic → nahradil jej  Peter Gojowczyk

## Mužská čtyřhra

### Nasazení
| Stát                                                                        | Hráč                 | Stát        | Hráč          | ATP | Nasazení |
| --------------------------------------------------------------------------- | -------------------- | ----------- | ------------- | --- | -------- |
| Kolumbie                                                                    | Juan Sebastián Cabal | Kolumbie    | Robert Farah  | 2.  | 1.       |
| Polsko                                                                      | Łukasz Kubot         | Brazílie    | Marcelo Melo  | 9.  | 2.       |
| Jižní Afrika                                                                | Raven Klaasen        | Nový Zéland | Michael Venus | 20. | 3.       |
| Chorvatsko                                                                  | Mate Pavić           | Brazílie    | Bruno Soares  | 24. | 4.       |
| Žebříček ATP k 22. červenci 2019; číslo je součtem umístění obou členů páru |                      |             |               |     |          |

### Jiné formy účasti
Následující páry obdržely divokou kartu do hlavní soutěže:
- Treat Conrad Huey /  Denis Kudla
- Leander Paes /  Jack Sock

Následující pár postoupil do hlavní soutěže z kvalifikace:
- Matthew Ebden /  Nicholas Monroe

## Ženská dvouhra

### Nasazení
| Stát                             | Hráčka                     | WTA | Nasazení |
| -------------------------------- | -------------------------- | --- | -------- |
| USA                              | Sloane Stephensová         | 8   | 1        |
| USA                              | Madison Keysová            | 17  | 2        |
| USA                              | Sofia Keninová             | 28  | 3        |
| Čínská Tchaj-pej                 | Sie Šu-wej                 | 31  | 4        |
| Ukrajina                         | Lesja Curenková            | 36  | 5        |
| Česko                            | Kateřina Siniaková         | 41  | 6        |
| Rusko                            | Anastasija Pavljučenkovová | 44  | 7        |
| Portoriko                        | Mónica Puigová             | 45  | 8        |
| Žebříček WTA k 22. červenci 2019 |                            |     |          |

### Jiné formy účasti
Následující hráčky obdržely divokou kartu do hlavní soutěže:
- Hailey Baptisteová
- Allie Kiicková
- Caty McNallyová

Následující hráčka nastoupila do hlavní soutěže pod žebříčkovou ochranou:
- Shelby Rogersová

Následující hráčky postoupily z kvalifikace:
- Coco Gauffová
- Varvara Gračovová
- Anna Kalinská
- Sachia Vickeryová

### Odhlášení
před zahájením turnajet
- Bianca Andreescuová → nahradila ji  Lauren Davisová
- Belinda Bencicová → nahradila ji  Zarina Dijasová
- Margarita Gasparjanová → nahradila ji  Anna Blinkovová
- Barbora Strýcová → nahradila ji  Shelby Rogersová
- Věra Zvonarevová → nahradila ji  Kirsten Flipkensová

## Ženská čtyřhra

### Nasazení
| Stát                                                                         | Hráčka           | Stát     | Hráčka             | WTA  | Nasazení |
| ---------------------------------------------------------------------------- | ---------------- | -------- | ------------------ | ---- | -------- |
| Rusko                                                                        | Anna Blinkovová  | Česko    | Kateřina Siniaková | 72.  | 1.       |
| Čína                                                                         | Wang Ja-fan      | Čína     | Jang Čao-süan      | 139. | 2.       |
| Rusko                                                                        | Anna Kalinská    | Japonsko | Miju Katová        | 156. | 3.       |
| USA                                                                          | Maria Sanchezová | Maďarsko | Fanny Stollárová   | 171. | 4.       |
| Žebříček WTA k 22. červenci 2019; číslo je součtem umístění obou členek páru |                  |          |                    |      |          |

### Jiné formy účasti
Následující páry obdržely divokou kartu do hlavní soutěže:
- Coco Gauffová /  Caty McNallyová
- Cameron Morrová /  Alana Smithová

### Odhlášení
před zahájením turnaje
- Hayley Carterová

v průběhu turnaje
- Allie Kiicková (poranění hlezna)

## Přehled finále

### Mužská dvouhra
- Nick Kyrgios vs.  Daniil Medveděv, 7–6(8–6), 7–6(7–4)

### Ženská dvouhra
- Jessica Pegulaová vs.  Camila Giorgiová, 6–2, 6–2

### Mužská čtyřhra
- Raven Klaasen /  Michael Venus vs.  Jean-Julien Rojer /  Horia Tecău, 3–6, 6–3, [10–2]

### Ženská čtyřhra
- Coco Gauffová /  Caty McNallyová vs.  Maria Sanchezová /  Fanny Stollárová, 6–2, 6–2